# Drosophila limpiensis
Drosophila limpiensis är en tvåvingeart som beskrevs av Gordon Mainland 1941. Drosophila limpiensis ingår i släktet Drosophila och familjen daggflugor.
Artens utbredningsområde täcker ett område i Nordamerika från Arizona till Mexiko och Texas.